# مونوفار
بلدية مونوفار/مونوفر (بالإسبانية: Monóvar)‏ (بالفالنسية:Monòver), هي بلدية تقع في مقاطعة اليكانتي. جنوب شرق إسبانيا. يبلغ عدد سكانها 12,841 نسمة.

## أعلام
- أثورين
- خوسيه ماريا أنتون